# Ng Ser Miang

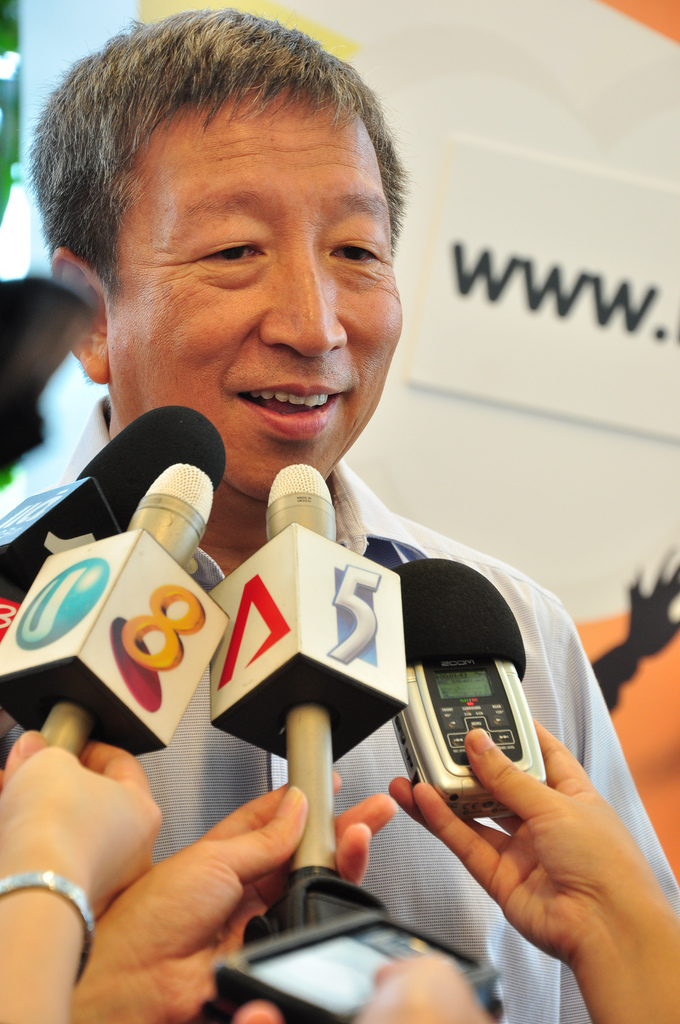
Ng Ser Miang bei den Olympischen Jugendspielen 2010

Ng Ser Miang (chin.: 黄思绵; * 6. April 1949 in der Republik China) ist ein singapurischer Diplomat und seit 1998 Mitglied des  Internationalen Olympischen Komitees (IOC).

## Leben
Nach seinem Studium an der University of Singapore arbeitete Ng zunächst als Bankbeamter. 1974 wechselte er als Geschäftsführer zu einem Versicherungsunternehmen und zwei Jahre später zum öffentlichen Nahverkehrsunternehmen TIBS, dessen Vorsitz er im Jahr 2000 übernahm. Ng ist heute Vorsitzender einer ganzen Reihe von Unternehmen.
Seine Karriere als Sportfunktionär begann Ende der 1980er Jahre, als er zunächst zum Vize-Präsidenten, 1989 dann zum Präsidenten der Singapore Yachting Association gewählt wurde. 1988 wurde Ng Mitglied des Singapore Sports Council und 1991 zu dessen Vorsitzendem gewählt. Als Vorsitzender des Finanzausschusses trug er 1993 maßgeblich zum wirtschaftlichen Erfolg der in Singapur ausgetragenen 17. Südostasienspiele bei.
Ebenfalls 1993 wurde er Vize-Präsident der Asian Yachting Federation und im Jahr darauf Vize-Präsident der International Sailing Federation. 1998 folgte die Wahl ins Internationale Olympische Komitee. Dort war Ng Mitglied des IOC-Ausschusses, das die Vorbereitung der Olympischen Sommerspiele 2008 in Peking begleitete. Zudem war er Mitglied in der Evaluierungskommission für die Vergabe der Olympischen Sommerspiele 2012.
Ng wurde im Jahr 2000 zum Botschafter seines Landes in Ungarn bestellt und zusätzlich 2001 zum Botschafter in Norwegen ernannt.